# Lucius Tullius Cimber
Lucius Tullius (of Tillius) Cimber (overleden: 42 v.Chr.) was een Romeins senator, een van de moordenaars van Julius Caesar, en degene die het startsignaal voor de aanval op hem heeft gegeven.
Aanvankelijk was Cimber een vurig aanhanger van Caesar. Hij ontving in 44 v.Chr. van Caesar het gouverneurschap over de provincie Pontus et Bithynia, en was waarschijnlijk tevens praetor in datzelfde jaar. Cicero maakte ooit gebruik van de invloed die Cimber op Caesar had en kon zo een vriend helpen. Het is dan ook onduidelijk waarom Cimber mee deed aan de samenzwering, maar Seneca suggereert dat ambitie de reden was.
De rol van Cimber was om het startsignaal te geven voor de aanval op Caesar door hem een petitie aan te bieden met betrekking tot Publius, de verbannen broer van Cimber. De andere samenzweerders zouden hierna hun eigen petities aanbieden. Volgens Suetonius gebaarde Caesar aan Cimber om even te wachten met zijn verzoek aan te bieden, waarna Cimber de toga van Caesar bij beide schouders vastpakte. Nadat Servilius Casca de eerste dolksteek had toegebracht, werd Caesar door alle samenzweerders gestoken en hij overleed aan de verwondingen.
Cimber vertrok hierna naar Bithynia om een vloot te verzamelen waarmee hij Brutus en Longinus kon ondersteunen. Zijn vloot hielp mee tijdens een invasie van Macedonië. Het laatste levensteken van Cimber dateert van kort voor de Slag bij Philippi in 42 v.Chr. Waarschijnlijk is Cimber gesneuveld tijdens de militaire campagne.
Seneca meldt dat Cimber zowel een zware drinker als een ruziemaker was.